# Coton de tulear
Coton de tulear je manjša pasma psov, ki je svoje ime dobila po svoji kot bombaž (coton) mehki dlaki in po mestu Tuléar (danes znano kot Toliara) na Madagaskarju, od koder izhaja. Njihova glavna značilnost je dolga, puhasta dlaka, ki ne izpada, zato je ta pasma primerna tudi za alergike. Cotoni so običajno beli, lahko pa imajo črne ali rjave lise, ki s časoma postajajo vedno svetlejši. Na videz so podobni maltežanom, kodrastim bišonom in bolonjcem.  So inteligentni, ljubeznivi, mirni, vodljivi in poslušni hišni psi, ki se izredno navežejo na svojega lastnika. So zelo družabni in obožujejo igro. Za razliko od drugih psov, ne potrebujejo veliko aktivnosti zunaj, zadostuje jim vsakodnevni sprehod in igra znotraj doma. Nimajo posebnih genetsko pogojenih bolezni in ob primerni negi veljajo za eno najbolj zdravih pasem.

## Videz
Coton de Tulear se od večine drugih psov razlikuje po posebni kvaliteti dlake, ki je na otip zelo mehka, brez vonja in ne odpada, zato ne povzroča alergij. Je srednje dolga in ima izjemen volumen. Večina cotonov ima dvojno dlako, pri čemer je dolga zgornja plast mehka, suha in odporna na umazanijo, podlanka pa tanka, mehka in prožna. Večina odraslih psov, ki se ne udeležuje razstav ima zaradi lažje nege krajše postriženo dlako. Običajno je v celoti bela, lahko pa ima rjave ali sive lise, ki se največkrat pojavijo na ušesih. Nekateri mladiči se rodijo z lisami tudi po telesu, kar do drugega leta starosti običajno zbledi, pri nekaterih pa lahko barva tudi ostane. Coton de Tulear je majhna pasma. Samci merijo od 26 cm do 28 cm in tehtajo od 4 kg do 6 kg, samice pa merijo od 23 cm do 25 cm in tehtajo od 3,5 kg do 5 kg.

## Značaj
Cotoni so zelo inteligentni, igrivi, ljubeči, neagresivni, navihani in vdani. Hitro se prilagodijo različnim življenjskim stilom in se zelo navežejo na lastnika. So izjemno družabni in neradi preživljajo čas sami, svoje nezadovoljstvo pa hitro pokažejo z glasnim lajanjem in cviljenjem. Do ljudi in živali so prijazni in vljudni, radi so tudi v družbi otrok, obožujejo igro, so radovedni in radi raziskujejo. Pogosta lastnost cotonov je tudi ta, da postanejo posebej živahni ob večerih. So poslušni in učljivi, saj radi ustrežejo svojemu gospodarju. Coton za razliko od drugih pasem ne potrebuje veliko aktivnosti, zadostujejo mu dnevni sprehodi in igra znotraj doma.

## Zgodovina
Zgodovina cotonov sega v leto 1500 v mesto Tulear na Madagaskarju. Obstaja veliko različnih zgodb o nastanku te pasme. Ena od njih pravi, da je coton mešanica različnih pasem, ki so jih mornarji, trgovci in ostali potniki v mesto Tulear pripeljali iz različnih evropskih mest. Cotoni so bili podobni predvsem francoskim kodrastim bišonom, maltežanom in italijanskim bolonjcem. Ta pasma je bila zunaj svoje izvorne dežele praktično neznana vse do zadnjih dvajsetih let, ko se je razširila tudi po Ameriki in Evropi. Že stoletja pred tem je bil coton priljubljeni spremljevalec premožnih meščanov in tudi danes ostaja predvsem odličen družni pes.